# Cuse-et-Adrisans
Cuse-et-Adrisans ist eine französische Gemeinde mit 280 Einwohnern (Stand: 1. Januar 2022) im Département Doubs in der Region Bourgogne-Franche-Comté.

## Geographie
Cuse-et-Adrisans liegt auf einer Höhe von 280 m über dem Meeresspiegel, 14 Kilometer nördlich von Baume-les-Dames und etwa 31 Kilometer westlich der Stadt Montbéliard (Luftlinie). Das Dorf erstreckt sich in der Hügellandschaft zwischen den Talniederungen von Doubs im Süden und Ognon im Norden, in der Talmulde des Drigeon am Nordfuß des Mont Roland.
Die Fläche des 5,42 km² großen Gemeindegebiets umfasst einen Abschnitt der Hügellandschaft südlich des Ognontals. Der zentrale Teil des Gebietes wird in Ost-West-Richtung von der rund zwei Kilometer breiten Talmulde des Drigeon durchquert, der für die Entwässerung zum Ognon sorgt. Flankiert wird das Tal von teils bewaldeten, teils mit Acker- und Wiesland bestandenen Anhöhen. Nach Norden reicht der Gemeindeboden auf den Hügel des Bois des Vignottes (395 m) und bis ins Tal des Ruisseau de l’Étang. Südlich des Drigeon-Tals leitet eine rund 100 m hohe Geländestufe zur Kalkhochfläche des Mont Roland über. Hier wird mit 425 m die höchste Erhebung von Cuse-et-Adrisans erreicht.
Die Doppelgemeinde besteht aus den Ortsteilen Cuse (280 m) und Adrisans (275 m), beide im Talbecken des Drigeon gelegen. Nachbargemeinden von Cuse-et-Adrisans sind Cubrial im Norden, Nans im Osten, Fontenelle-Montby und Gondenans-les-Moulins im Süden sowie Rougemont im Westen.

## Geschichte
Das Gemeindegebiet von Cuse-et-Adrisans war schon sehr früh besiedelt. Die frühesten Zeugnisse der Anwesenheit des Menschen bilden mehrere Tumuli aus der Eisenzeit im Bois d’Adrisans. Auch aus der gallorömischen und der merowingischen Zeit wurden Spuren gefunden. 
Die Pfarrei Cuse wurde im Jahr 1118 erstmals urkundlich erwähnt. Im Mittelalter bildeten Cuse und Adrisans eine eigene kleine Herrschaft, die im Einflussbereich der Herrschaft Rougemont stand. Zusammen mit der Franche-Comté gelangte das Dorf mit dem Frieden von Nimwegen 1678 an Frankreich. Seit der Zeit der Französischen Revolution sind Cuse und Adrisans in einer Gemeinde zusammengefasst. Heute ist Cuse-et-Adrisans Mitglied des Gemeindeverbandes Deux Vallées Vertes.

## Sehenswürdigkeiten

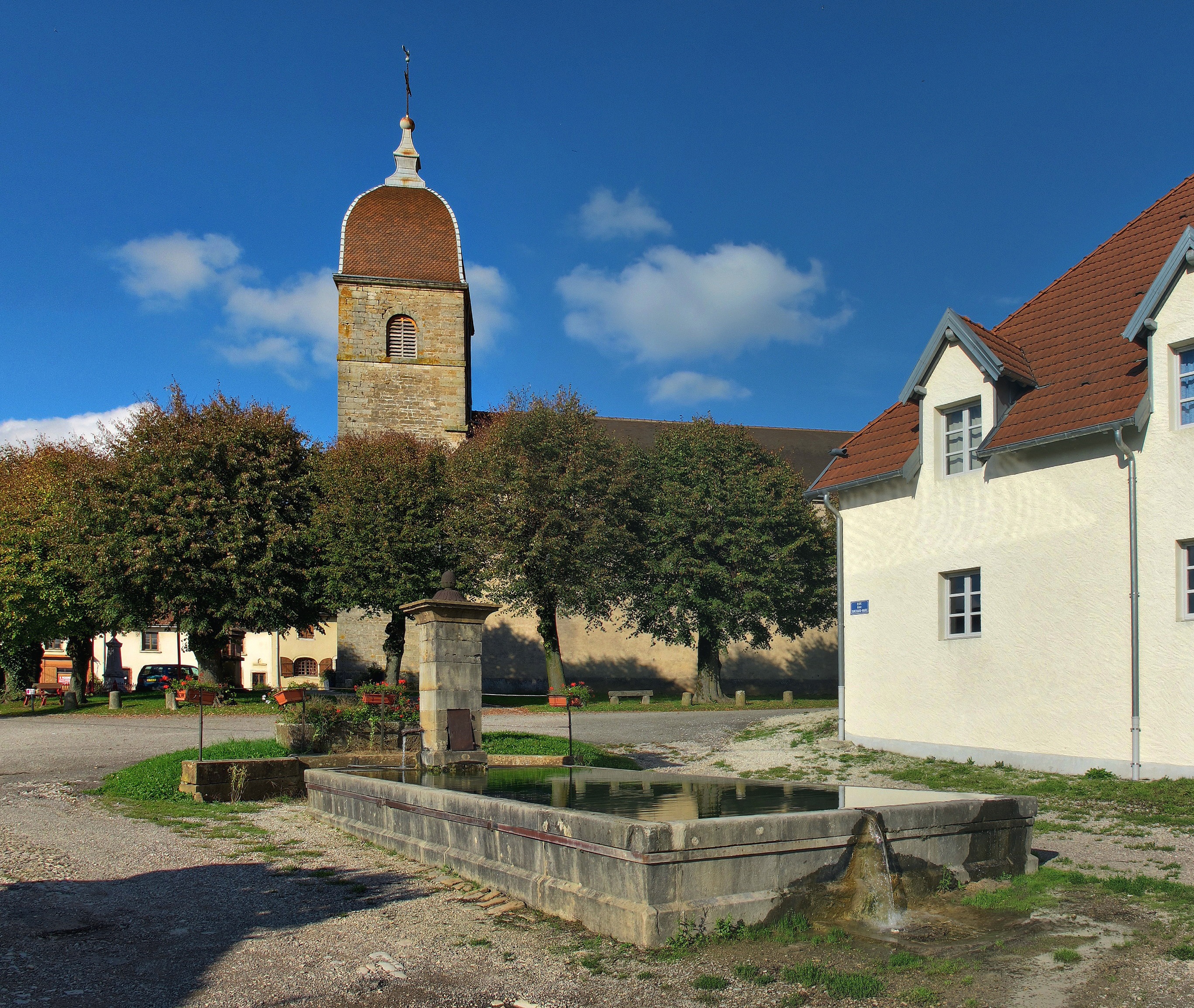
Kirche St. Peter und Paul

Chor und Querschiff der Kirche von Cuse stammen aus dem 14. Jahrhundert. Die Kirche besitzt eine bedeutende Ausstattung, darunter eine Christus- und eine Petrus-Statue aus dem 17. Jahrhundert, sieben Statuen der Apostel aus dem 16. Jahrhundert sowie zwei vergoldete Statuetten aus dem 18. Jahrhundert. 
Im Ort befinden sich außerdem verschiedene Winzerhäuser aus dem 17. Jahrhundert und ein Backhaus ebenfalls aus dem 17. Jahrhundert.

## Bevölkerung
| Jahr                       | 1962 | 1968 | 1975 | 1982 | 1990 | 1999 | 2016 |
| Einwohner                  | 217  | 204  | 182  | 169  | 175  | 209  | 283  |
| Quellen: Cassini und INSEE |      |      |      |      |      |      |      |

Mit 280 Einwohnern (Stand 1. Januar 2022) gehört Cuse-et-Adrisans zu den kleinen Gemeinden des Départements Doubs. Nachdem die Einwohnerzahl in der ersten Hälfte des 20. Jahrhunderts deutlich abgenommen hatte (1891 wurden noch 508 Personen gezählt), wurden seit den 1980er Jahren Zuwächse verzeichnet.

## Wirtschaft und Infrastruktur
Cuse-et-Adrisans war bis weit ins 20. Jahrhundert hinein ein vorwiegend durch die Landwirtschaft (Ackerbau, Obstbau und Viehzucht) und die Forstwirtschaft geprägtes Dorf. Daneben gibt es heute einige Betriebe des lokalen Kleingewerbes. Mittlerweile hat sich das Dorf zu einer Wohngemeinde gewandelt. Viele Erwerbstätige sind deshalb Wegpendler, die in den größeren Ortschaften der Umgebung ihrer Arbeit nachgehen.
Der Ort ist verkehrstechnisch gut erschlossen. Er liegt an der Hauptstraße D50, die von Baume-les-Dames nach Villersexel führt. Durch eine Ortsumfahrung ist der Ortskern heute vom Durchgangsverkehr entlastet. Der nächste Anschluss an die Autobahn A36 befindet sich in einer Entfernung von ungefähr 15 Kilometern. Weitere Straßenverbindungen bestehen mit Rougemont, Nans und Gondenans-les-Moulins.